# Gewisové
Gewisové (Ġewisse, staroanglická výslovnost: [jeˈwisːe]; latinsky: Geuissæ) byl saský kmen nebo klan v anglosaské Anglii, sídlící v oblasti Horní Temže kolem Dorchesteru na Temži.

## Etymologie
Jméno kmene může být odvozeno od staroanglického slova pro „spolehlivý“ nebo „jistý“, (srovnej německé gewiss: „určitý, jistý“). Anglosaská kronika uvádí eponymního předka jménem Giwis. Švédský profesor angličtiny Eilert Ekwall (1877–1964) míní, že podobnost toponym království Gewisů a království Hwicce naznačuje společný původ.

## Historie
Gewisové dobyli na britských Keltech Searobyrig (Old Sarum, poblíž Salisbury) v roce 552 a Beranbyrig v roce 556. Biskup Birinus obrátil Gewisy na křesťanství v roce 636 pokřtěním jejich krále Cynegilse a založením diecéze se sídlem v Dorchesteru. Gewisové zabili tři syny krále Essexu Sæberta asi v roce 620, porazili britské Kelty v bitvě u Peonnum v roce 660 a do roku 676 měli dostatečnou kontrolu nad současným hrabstvím Hampshire, aby mohlo být přeloženo sídlo biskupství z Dorchesteru do Winchesteru.
Vítězná tažení královského domu Gewisů v 7. a 8. století vedla ke vzniku království Wessex, přičemž Beda Ctihodný považoval obě jména za zaměnitelná. Teprve za vlády krále Cædwally (685/6–688) začal titul „král Sasů“ nahrazovat titul „král Gewisů“. Současná anglická historička Barbara Yorke soudí, že to bylo Cædwallovo dobytí jutské provincie a království Sussex, které vedlo k potřebě nového titulu, který by odlišoval rozšířenou oblast od jejího předchůdce. Protože však neexistují žádné zachované dokumenty naznačující, jak tito lidé sami sebe nazývali, můžeme maximálně říci, že počínaje obdobím, kdy Beda Ctihodný byl literárně činným (začátkem 8. století), začali historici používat termín „Západní Sasové“.